# Китира

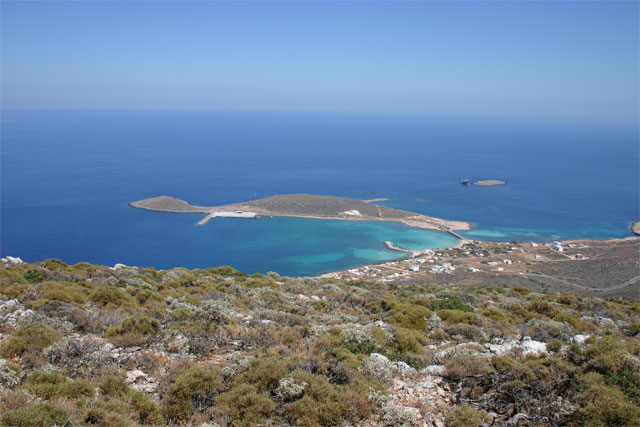
Порт Диакофти на Китире

Ки́тира (Кифе́ры, греч. Κύθηρα) — остров в Эгейском море, входит в число Ионических островов. Китира считается одним из главных культовых центров Афродиты, по названию острова образована одна из эпиклес Афродиты — Китерия (Κυθέρεια). Площадь острова — 277,746 квадратного километра. Относится к одноимённой общине в периферийной единице Острова в периферии Аттике. Население — 3973 жителя по переписи 2011 года.
В период франкократии был известен как Чериго (итал. Cerigo).

## География
Остров Китира находится на юге Греции, между полуостровом Пелопоннес и островом Крит, в месте, где встречаются Ионическое, Эгейское и Критское море. Это вытянутый остров длиной 29 и шириной 18 километров. Длина береговой линии 122 километра.
На северной оконечности острова находится маяк Мудари (Φάρος Μουδαριού), построенный в 1857 году. На юге острова в Капсалион маяк был построен в 1853 году.
У восточного побережья центральной части острова находится необитаемый скалистый остров Прасониси.
Самая высокая точка — Мермингарис (Μερμηγκάρης) — 506 м.

## История
Остров Китира упоминают в своих произведениях Гомер, Дионисий Периегет, Аристотель, Исидор Харакский и Ксенофонт. А также Гесиод в «Теогонии».
«Лучше бы ему не возникнуть или возникнув, утонуть!» — воскликнул древнегреческий спартанский политический деятель Хилон, познакомившись с тем, каков есть остров Китира, расположенный рядом с берегами Лаконии. Это пророчество принесло Хилону посмертную славу среди эллинов, так как его опасения были далеко не беспочвенными: позднее, в Пелопоннесскую войну, Никий захватил этот остров и поставил там афинский гарнизон. С этого острова афиняне нанесли спартанцам большой урон.
В ходе турецко-венецианской войны 1714—1718 гг. остров Чериго (Китира), принадлежавший Османской империи, был захвачен Венецианской республикой. По Пожаревацкому мирному договору 21 июля 1718 года остров остался за Венецией.
28 сентября 1798 года совместная русско-турецкая эскадра атаковала остров. После двух залпов над крепостными стенами появился белый флаг. Но в подзорную трубу было видно, как французы бросились в цитадель Капсали, сооружённую на высокой скале, которая возвышалась в глубине острова. Пришлось русско-турецкому десанту тащить в горы осадные пушки и строить батареи. Через два дня они открыли по цитадели ударный огонь. Вначале французы очень живо отстреливались, но к полудню, ввиду больших разрушений и возникшего в крепости пожара, сдались на милость победителей.

В 1902 году на соседнем острове Антикитира, на месте древнего кораблекрушения, греческий археолог Валериос Стаис обнаружил так называемый «Механизм Антикитира», датируемый 100—150 годами до нашей эры. Этот механизм в научных кругах характеризуется как первый аналоговый компьютер в мире.
В честь Китиры назван астероид (570) Китера, открытый в 1905 году.

## Отражение в культуре и искусстве
Остров считался одним из главных культовых центров богини любви и красоты Афродиты (от названия острова происходит один из эпитетов Афродиты — «Киферийская»). Считается, что культ Астарты, с которой отождествлялась Афродита, ввели на острове финикийцы.
Антуан Ватто обратился к культу Афродиты для картины «Паломничество на остров Киферу» (1717), на которой изображено галантное празднество. На этот сюжет Георгий Иванов написал два поэтических сборника («Отплытье на о. Цитеру», 1912 и «Отплытие на остров Цитеру», 1937). Французский композитор Эрик Сати написал на этот сюжет пьесу для скрипки и фортепиано «Отплытие на Китеру» (L’Embarquement pour Cythère, 1917).
Французский композитор эпохи барокко Франсуа Куперен написал пьесу для клавесина «Карильон Китеры» (Le carillon de Cythère, 1722).
В комической опере «Осаждённая Китира» (Cythère assiégée, 1759, 1775) Кристофа Виллибальда Глюка девушки, живущие на острове, посвящённом Афродите, любовью и хитростью побеждают вторгшихся на остров мужчин.
Тео Ангелопулос, Тонино Гуэрра и Танасис Вальтинос получили Приз за лучший сценарий Каннского кинофестиваля 1984 года за фильм «Путешествие на Китеру» о греческом коммунисте, возвращающемся на родину после 30 лет в СССР.